# Shinsekai
Shinsekai (新世界, lit. "Nieuwe Wereld" in het Nederlands) is een oude buurt in het zuiden van de regio Minami van Osaka. New York stond model voor de zuidelijke helft van Shinsekai, daar waar Parijs een belangrijke bron van inspiratie vormde voor de noordelijke helft van de buurt. Shinsekai werd in 1912 werd gesticht. Op deze locatie, opereerde het Luna Park pretpark van 1912 tot het sloot in 1923.

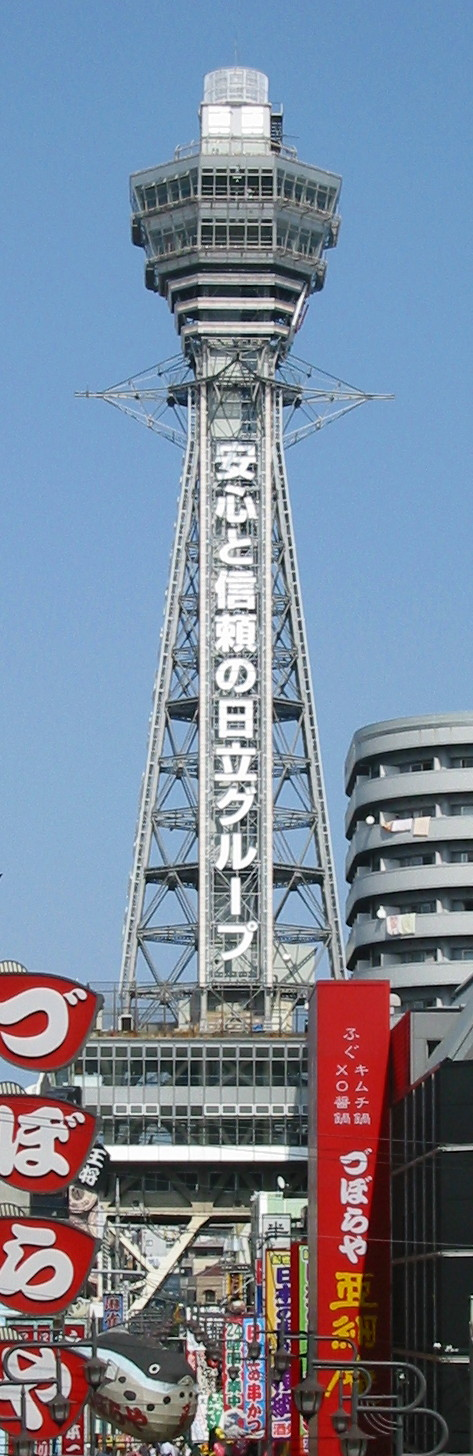
Tsūtenkaku, zuidzijde

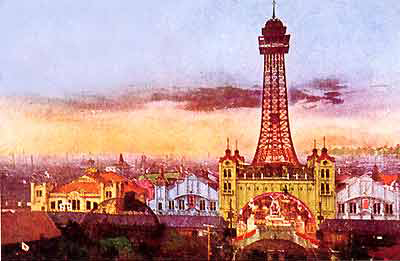
De oorspronkelijke Tsutenkaku Toren, met het Shinsekai Luna Park op de voorgrond, c. 1912

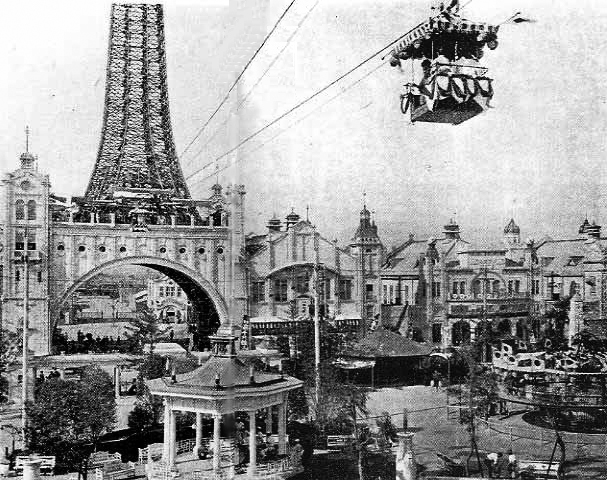
Een kabelbaan verbond de Tsutenkaku Toren met het Luna Park, Osaka in Shinsekai, in de 1910's

Als een gevolg van de minieme herstructurering na de Tweede Wereldoorlog werd Shinsekai een van de armste buurten van Japan. Ondanks haar negatieve imago als een van de armste en bovendien gevaarlijkste wijken van Osaka, heeft Shinsekai een kleurrijke geschiedenis en een unieke identiteit. In de eerste jaren van de twintigste eeuw floreerde de buurt, die het moderne imago van de stad Osaka tot uiting bracht, als lokale toeristenattractie. De centrumplaats van Shinsekai was de Tsutenkaku (de "toren die tot de hemel reikt").
Veel inwoners van Osaka menen bang te zijn om de buurt te betreden. De reisgids Lonely Planet Japan, waarschuwt bezoekers om zich op hun hoede te houden wanneer ze Shinsekai bezoeken. Echter, Shinsekai's status als een gevaarlijke buurt valt vooral te wijten aan de criminele activiteiten die er in de decennia voor de jaren negentig plaatsvonden. In de afgelopen jaren hebben grote hoeveelheden daklozen hun permanente intrek genomen in de omgeving van Shinsekai. Daklozen, vaak op leeftijd, uit heel Japan komen naar Osaka. Zo denken ze te ontkomen aan de hoon van hun thuisstad, waarin op dakloosheid wordt neergekeken. De buurt huist verder een grote hoeveelheid prostituees en is de thuisbasis van Osaka's travestietengemeenschap.
Hoewel haar sjofelheid en armoede vaak wordt benadrukt, huist Shinsekai ook een groot aantal legitieme bedrijven. Er zijn veel budgetrestaurants, goedkope kledingzaken, cinema's, shogi- en mahjongclubs en pachinkozaken te vinden.
Shinsekai heeft verscheidene fugurestaurants (kogelvis), maar het echte culinaire hoogtepunt is de kushi-katsu. De buurt zit vol met kushi-katsu restaurants die verschillende soorten vlees, vis en groenten, gefrituurd en op kleine stokjes gestoken, verkopen, vaak voor ongeveer honderdvijftig yen per stuk.
Shinsekai ligt dicht bij de Tennoji dierentuin, het Tennoji Park en het in het oosten gelegen Gemeentelijke Museum der Kunsten. In het zuiden vindt men Spa World en de inmiddels gesloten Festivalpoort, een compact amusementspark dat werd gebouwd om Osaka's meest vervallen buurt nieuw leven in te blazen. De poging om het park in te mengen met Shinsekai's leefomgeving pakte desastreus uit. De constructie van het park resulteerde in een barricadering van de omliggende omgeving. Het bleef ongeveer zeven jaar open, maar in februari 2004 ging een joint-venture die achter het pretpark zat failliet, waardoor het complex grotendeels werd gesloten. Als amusementspark kon het bovendien geen enkele rol van betekenis spelen, aangezien het nabijgelegen Universal Studios Japan, dat in 2002 zijn deuren opende, veel populairder bleef. In 2008, begon de stad naar potentiële kopers te zoeken, hoewel de crepe-winkel in de buurt van Spa World het enige bedrijf van het pretpark was dat nog niet was gesloten.
De top van de Tsutenkaku verschaft de bezoeker een onbelemmerd, panoramisch uitzicht op Osaka.